# Teofil syn Annasza
Teofil syn Annasza (I wiek n.e.) – arcykapłan żydowski w latach 37-41. Brat Eleazara, Jonatana, Mattiasa i Annasza Młodszego.
Był synem Annasza syna Setiego. W 37 roku został arcykapłanem w miejsce swojego brata Jonatana, który został pozbawiony urzędu.
Teofil stracił swój urząd w 41 roku. Odwołał go Herod Agryppa I. Kolejnym arcykapłanem został Szymon.
Miał syna Mattiasa, arcykapłana w latach 65-66.